# Jolbert Cabrera
Jolbert Alexis Cabrera Ramírez (Cartagena de Indias, 8 de diciembre de 1972) es un exjugador colombiano de béisbol. Anteriormente jugó en Grandes Ligas para los Indios de Cleveland (1998-2002), Los Angeles Dodgers (2002-2003), Seattle Mariners (2004) y Cincinnati Reds (2008). Cabrera batea y tira con la derecha. Es el hermano mayor del ex-campocorto Orlando Cabrera. Los dos jugaron juntos durante la temporada 1997, en Ottawa Lynx filial del Montreal Expos en Triple-A.

## Carrera en la MLB

### Indios de Cleveland
Cabrera hizo su debut en las Grandes Ligas de Béisbol con los Cleveland Indians el 12 de abril de 1998, en el único partido que jugó esa temporada. 2001 fue la mejor temporada estadística de Cabrera en Cleveland, ya que redujo bateó para .261 con 75 hits y  diez bases robadas.

### Dodgers de Los Angeles
Fue cambiado el 22 de julio de 2002 a Los Angeles Dodgers por el lanzador de la liga menor Lance Caraccioli. 
En el 2003 obtiene sus mejores números en Grandes Ligas en 128 juegos con 98 H / 6 HR / 37 RBI / .282 AVG.
Permanecería allí hasta la temporada 2004 siendo enviado a Seattle Mariners.

### Marineros de Seattle
Con los Marineros de Seattle actúa en 113 juegos con un promedio de .270 que incluyeron 97 hits, 6 jonrones y 47 impulsadas.
Fue liberado en 2005. 

### Rojos de Cincinnati
Cabrera firmó un contrato de ligas menores con los Rojos de Cincinnati y fue convocado a las mayores el 10 de junio. El 7 de septiembre de 2008, Cabrera bateó un sencillo contra los Chicago Cubs para ganar el juego 4-3, siendo este su última temporada en Grandes Ligas a los 35 años de edad.

## Carrera como entrenador

### Cincinnati Reds
En el año 2014 fue coach de bateo para el equipo AZL Reds de los Rojos de Cincinnati, para el 2015 estuvo con Billing Mustangs también de Cincinnati. 

### San Francisco Giants
En el 2016 se va para los Gigantes de San Francisco como coach de bateo para el equipo AZL Giants, su primera incursión como manager fue con el equipo Salem-Keizer Volcanoes en el 2017 y Augusta GreenJackets en el 2018.
Para las temporadas 2019, 2021 y 2022 fue coach de fundamentos para el equipo Sacramento RIver Cats.

### En Venezuela
Con las Águilas del Zulia fue coach de bateo para la temporada 2015/16.

### Selección Colombia
Cabrera fue coach de banca de la Selección Colombia que se clasificó por primera vez al Clásico Mundial 2017.
Jolbert es asignado como entrenador principal de la Selección Colombia para el Clásico Mundial de Beisbol 2023 reemplazando a Luis Urueta.

## Números usados en las Grandes Ligas
Usó 5 números diferentes en cuatro equipos donde jugó
- 6 Cleveland Indians (1998-2001)
- 10 Cleveland Indians (2002)
- 50 Los Angeles Dodgers (2002)
- 6 Los Angeles Dodgers (2003)
- 12 Seattle Mariners (2004)
- 54 Cincinnati Reds (2008)

## Estadísticas de bateo en Grandes Ligas
En ocho años jugó para cuatro equipos de ambas ligas.
| Año   | Equipo              | Liga | Juegos | VB   | C   | Hits | HR | CI  | BA   | BR |
| ----- | ------------------- | ---- | ------ | ---- | --- | ---- | -- | --- | ---- | -- |
| 1998  | Cleveland Indians   | AL   | 1      | 2    | 0   | 0    | 0  | 0   | .000 | 0  |
| 1999  | Cleveland Indians   | AL   | 30     | 37   | 6   | 7    | 0  | 0   | .189 | 3  |
| 2000  | Cleveland Indians   | AL   | 100    | 175  | 27  | 44   | 2  | 15  | .251 | 6  |
| 2001  | Cleveland Indians   | AL   | 141    | 287  | 50  | 75   | 1  | 38  | .261 | 10 |
| 2002  | Cleveland Indians   | AL   | 38     | 72   | 5   | 8    | 0  | 7   | .111 | 1  |
| 2002  | Los Angeles Dodgers | NL   | 10     | 12   | 3   | 4    | 0  | 1   | .333 | 0  |
| 2003  | Los Angeles Dodgers | NL   | 128    | 347  | 43  | 98   | 6  | 37  | .282 | 6  |
| 2004  | Seattle Mariners    | AL   | 113    | 359  | 38  | 97   | 6  | 47  | .279 | 10 |
| 2008  | Cincinnati Reds     | NL   | 48     | 115  | 17  | 29   | 3  | 12  | .252 | 12 |
| TOTAL |                     |      | 609    | 1406 | 189 | 362  | 18 | 157 | .257 | 38 |

## Ligas Invernales
Equipos en los que actuó por las diferentes Ligas Invernales.
| Equipo                 | Liga                                                   | País                               | Temporada |
| ---------------------- | ------------------------------------------------------ | ---------------------------------- | --------- |
| Tigres de Cartagena    | Liga Profesional de Béisbol Colombiano                 | Bandera de Colombia                | 2006-07   |
| Algodoneros de Guasave | Liga Mexicana del Pacífico                             | Bandera de México                  | 2007-08   |
| Cardenales de Lara     | Liga Venezolana de Béisbol Profesional                 | Bandera de Venezuela               | 2009-10   |
| Toros del Este         | Liga de Béisbol Profesional de la República Dominicana | Bandera de la República Dominicana | 2009-10   |
| Venados de Mazatlán    | Liga Mexicana del Pacífico                             | Bandera de México                  | 2010-11   |
| Tigres del Licey       | Liga de Béisbol Profesional de la República Dominicana | Bandera de la República Dominicana | 2011-12   |
| Tigres de Cartagena    | Liga Profesional de Béisbol Colombiano                 | Bandera de Colombia                | 2011-12   |
| Tigres de Cartagena    | Liga Profesional de Béisbol Colombiano                 | Bandera de Colombia                | 2012-13   |
| Tigres de Cartagena    | Liga Profesional de Béisbol Colombiano                 | Bandera de Colombia                | 2013-14   |

## Liga Japonesa de Béisbol Profesional
Jolbert estuvo dos temporadas en Japón.
| Año  | Equipo                 | Juegos | VB  | C  | Hits | HR | CI | BA   |
| ---- | ---------------------- | ------ | --- | -- | ---- | -- | -- | ---- |
| 2005 | Fukuoka Daiei          | 131    | 454 | 53 | 135  | 8  | 58 | .297 |
| 2006 | Fukuoka Softbank Hawks | 90     | 342 | 41 | 89   | 8  | 50 | .260 |

## Liga Colombiana de Béisbol Profesional
Jugando en la liga de su país ha obtenido los siguientes reconocimientos:
- Campeón: (1) 
  - 2013-14 (Tigres)

- Jugador más valioso: (1) 
  - temporada 2012-13

- Líder de bateo: (2)
  - temporada 2012-13 (.407 AVG)
  - temporada 2013-14 (.388 AVG)

- Líder en hits (1)
  - temporada 2013-14 (57 Hits)

### Estadísticas de bateo en Colombia
| Año     | Equipo              | Liga     | VB  | C  | Hits | HR | CI | BA   | BR |
| ------- | ------------------- | -------- | --- | -- | ---- | -- | -- | ---- | -- |
| 2006-07 | Tigres de Cartagena | Invernal | 25  | 3  | 11   | 1  | 7  | .440 | 0  |
| 2011-12 | Tigres de Cartagena | Invernal | 23  | 2  | 5    | 0  | 0  | .217 | 1  |
| 2012-13 | Tigres de Cartagena | Invernal | 123 | 23 | 50   | 7  | 30 | .406 | 3  |
| 2013-14 | Tigres de Cartagena | Invernal | 147 | 26 | 57   | 4  | 28 | .388 | 4  |
| Total   |                     |          | 318 | 54 | 123  | 12 | 65 | .387 | 8  |

## Vida personal
Cabrera tiene tres hijas: Alexandra, Ashlyn y Ashanty.